# Нижній Кугенер (Сернурський район)
Нижній Кугене́р (рос. Нижний Кугенер, марій. Койсола) — присілок у складі Сернурського району Марій Ел, Росія. Входить до складу Верхньокугенерського сільського поселення.

## Населення
Населення — 190 осіб (2010; 168 у 2002).
Національний склад (станом на 2002 рік):
- марі — 95 %